# Банда Александра Новосадова
Банда Александра Новосадова — преступная группировка, участники которой совершали разбои, убийства и кражи на территории Московской области в 2009—2011 годах. В основном банда специализировалась на хищениях культурных и исторических ценностей.

## Создание банды
Основателем банды был житель Московской области Александр Новосадов, 1981 года рождения. Он имел высшее юридическое образование, обладал сильной волей, харизмой, ярко выраженными качествами лидера, прекрасно разбирался в религиозных вопросах и искусстве, был неплохим психологом. Новосадов был хорошо эрудирован, читал книги по психологии. Кроме этого, он активно занимался восточными единоборствами — карате и тайским боксом. Ещё он занимался кикбоксингом и не раз становился победителем на небольших соревнованиях. При этом Новосадов увлекался оккультизмом и имел 3 группу инвалидности — во время пожара у него обгорела значительная часть кожи (по некоторым данным, этот пожар возник из-за того, что Новосадов развёл огонь во время оккультного обряда). По словам расследовавшего дело банды следователя по особо важным делам ГСУ СКР по Московской области майора юстиции Юрия Гришина, Новосадов вполне способен в течение трех минут убедить собеседника в своей абсолютной правоте и полной невиновности.
В июне 2007 года Новосадов был принят на работу в милицию и назначен на должность оперуполномоченного отдела уголовного розыска Волоколамского муниципального района Московской области с присвоением звания лейтенанта милиции. Позже Новосадов решил создать банду. Пользуясь своим служебным положением, он получал доступ к нужной информации и пытался выяснить, где имеются ценные иконы и у кого из жителей района хранится оружие. В подразделении лицензионно-разрешительной службы он раздобыл список на 35 страницах с фамилиями и адресами владельцев гражданского и охотничьего оружия, намереваясь вооружить им своих будущих подчинённых. Позже Новосадов начал формировать банду. Одним из первых, кого он в неё привлёк, был вор-рецидивист Василий Румянцев, умевший легко вскрывать замки без ключа. Румянцев был задержан за совершение кражи, но под стражу ещё не взят. Новосадов предложил ему совершить совместную кражу и позже, после отбытия срока заключения за преступление, из-за которого его задержали, вступить в его банду.  Новосадов и Румянцев обокрали сельский дом, забрав не очень ценные иконы. Позже Румянцев был осуждён и, отбыв срок заключения немногим больше года, стал полноправным участником банды. К лету 2008 года группировка в целом была сформирована — в неё вошли оперуполномоченный отделом уголовного розыска   майор милиции Сергей Большаков, Алмат Иманкалимов и друг детства Новосадова Роман Евсюков. Впоследствии Иманкалимов привлёк в банду ещё двоих уроженцев Узбекистана, 1980 и 1990 года рождения, нелегально проживающих в России и судимых у себя на родине — Сулейманова и Холова.
Новосадов собирал информацию и указывал объекты нападений и краж, разрабатывал планы преступлений, определял роли участников, выдавал им перед налётами оружие под расписку, а затем сразу изымал его. Он сам не участвовал в преступлениях, опасаясь того, что его могут опознать, но при этом всегда находился рядом, контролируя действия подчинённых по рации или телефону.

## Преступная деятельность
Бандиты начали преступную деятельность с совершения краж. Они обокрали несколько пустующих дач в деревнях Шилово, Рождествено, Большое Сырково и Стеблево. Новосадов, по долгу своей службы специализирующийся как раз на кражах, обычно выезжал на места совершенных преступлений, опрашивал соседей, а затем писал следователю рапорт о том, что установить подозреваемых не удалось. Позже бандиты совершили нападение на дом в деревне Жданово и, угрожая его хозяину поджогом дома, потребовали у него 100 тысяч рублей.
Позже бандиты, пользуясь полученной Новосадовым информацией, стали добывать себе оружие. Они проникли в несколько частных домов, в которых украли около полутора десятков единиц оружия — сигнальные, газовые и даже самодельные пистолеты, пневматические винтовки, охотничьи двустволки и одностволок 12-го и 16-го калибров. При этом, проникнув в один из домов и вскрыв находившийся там сейф, бандиты не обнаружили там охотничьего карабина «Сайга», сконструированного на базе автомата Калашникова, который, по данным Новосадова, должен был храниться по этому адресу. Вместе с этими преступлениями, Новосадов воровал оружие и боеприпасы в Волоколамском ОВД. Кроме того, главарь банды хотел иметь пистолет ТТ, но его трудно было найти, так как он был давно снят с производства. Новосадов решил найти такой пистолет у так называемых «чёрных копателей». Узнав об одном из них, бандиты отправились к нему, причём Евсюков был одет в милицейский мундир Новосадова. Дверь бандитам открыла находившаяся в доме сестра копателя. Участники банды ворвались в дом, избили женщину и сковали её наручниками, после чего потребовали у неё отдать им деньги, украшения, разные раритеты и оружие. На этот раз добычей налётчиков стали коллекция монет, несколько ювелирных украшений, награды времен Великой Отечественной войны, два сигнальных револьвера «Блеф», германский офицерский кортик, охотничий нож и электронная техника. Позже Новосадов по телефону потребовал от копателя отдать ему два пистолета ТТ либо 100 тысяч рублей. Копатель согласился на встречу с вымогателем, но телефонный разговор записал на плёнку и передал в милицию.
В расследовании этого дела принимал участие коллега Новосадова — тоже оперуполномоченный уголовного розыска майор милиции Сергей Большаков, который прослушал запись разговора и узнал голос Новосадова, о чём сообщил только ему. Новосадов предложил Большакову вступить в банду, и тот согласился. Впоследствии Новосадов только разрабатывал и прикрывал операции бандитов, руководя ими по рации или мобильному телефону. Большаков подвозил налётчиков на своём автомобиле к нужному месту и тоже осуществлял прикрытие — стоял на страже, чтобы предупредить об опасности.
Кроме краж и разбоев, деятельность банды включала в себя рэкет. Новосадов безуспешно пытался взять под свой контроль владельцев местного ресторанно-гостиничного комплекса. За весну-лето 2009 года бандиты сожгли летнюю барную стойку, навес, вестибюль и баню комплекса, а затем подбросили его владельцу CD-диск с видеозаписью этих акций и траурной музыкой. За прекращение поджогов они потребовали ежемесячно платить им по 600 тысяч рублей. После того, как владельцы комплекса обратились с заявлением в милицию, этим делом занялся Новосадов, поэтому засады, устроенные в местах предполагаемых передач денег, к задержанию вымогателей не привели.
Новосадов и Большаков, занимаясь расследованием совершённой бандой преступлений, делали всё, чтобы эти преступления не были раскрыты. Попутно они пользовались информацией, собираемой в ходе опросов потерпевших и свидетелей. Так, весной 2009 года Новосадов, опрашивая жителей деревни Ремягино в связи с очередной кражей, узнал, что один из них — Василий Коломиец, который жил один — хранит дома старинную икону «Праотцы Вениамин и Иов из праотеческого чина». Новосадов решил лично проверить информацию. Он пробрался во двор этого дома, выставил окно и проник внутрь. В это время его застал Коломиец. Но лейтенант сумел убедить его, что он пришёл по служебной необходимости — побеседовать по поводу ссоры с соседями. Зайдя в дом, главарь банды рассмотрел икону и убедился в её ценности. В мае 2009 года Новосадов и Евсюков ворвались в дом Коломийцева, связали спящего хозяина и избили его бейсбольными битами. Бандиты забрали икону, подожгли дом, облив его прихваченным с собою бензином. Грабители вытащили Коломийцева во двор и прислонили его к стене бани, позже от полученных ранений он скончался в больнице.
Из охотничьих ружей бандиты сделали обрезы, сигнальные револьверы «Блеф», выполненные на базе «Нагана», были переделаны преступниками для боевой стрельбы патронами калибра 5,6 миллиметра. Среди украденного оружия были два самодельных однозарядных пистолета под патрон этого же калибра, а также две стреляющие авторучки и мягкая игрушка-волк со встроенным однозарядным стреляющим механизмом.
Позже главарь решил сделать основным видом деятельности банды хищение предметов, представляющих культурную или историческую ценность. Новосадов решил ограбить храм «Спаса Нерукотворного Образа» в деревне Венецианово в Тверской области. При этом главарь банды посетил храм вместе со своей знакомой, студенткой православного университета, которая, не зная, кем является Новосадов на самом деле, указала ему на четыре ценные иконы. Они относились к школе Алексея Венецианова, были написаны мастерами «венециановской школы» в середине XIX века, представляли особую художественно-музейную и культурную ценность, а их общая стоимость была не менее 4 миллионов рублей. С лета 2010 года по март 2011 года бандиты готовились к краже этих икон. Участники банды предложили Румянцеву сходить в эту церковь и оценить обстановку, чтобы узнать, можно ли совершить кражу без лишнего шума. Отправившись в храм, Румянцев рассмотрел имевшиеся там запоры и другие средства безопасности, после чего сказал главарю, что вскрыть замки и просто украсть иконы не получится.
Зимой 2011 года Алмат Иманкалимов рассказал другим участникам банды, что его родной дядя Салимжан, живущий в Волоколамске в частном доме, намерен расширить этот дом и купить машину. Для реализации этих планов он собрал наличными 400 тысяч рублей. Иманкалимов нарисовал для других бандитов подробный план дома и сообщил, что запертой может быть только калитка, ворота на засове, а дверь в сам дом всегда открыта. В день нападения на дом Салимжана главарь банды приказал Иманкалимову уехать в другой город, чтобы обеспечить себе алиби. 22 февраля четверо вооружённых бандитов проникли в дом — двое из них перепрыгнули невысокий забор и через ворота, слегка их отогнув, впустили остальных. При этом они бросили куском льда в сторожевую собаку. Бандиты связали находившихся на кухне дома двоих женщин и мужчину, а пытавшегося защитить своих родных Салимжана (позже бандиты утверждали, что он ранил одного из них ножом) убили выстрелами из револьвера и обреза. Бандиты забрали находившиеся в доме деньги, ценности и мобильные телефоны. Но всё награбленное им пришлось отдать Новосадову, который заплатил участникам налёта по 50 тысяч рублей, а остальное взял себе.
В начале марта 2011 года поздним вечером участники банды по приказу главаря на двух автомобилях подъехали к церкви, часть бандитов направилась к ключевым точкам, а Румянцеву Новосадов приказал проникнуть в храм. Он должен был попросить настоятеля впустить его якобы для молитвы, а потом, в зависимости от обстоятельств, либо забрать иконы и бежать, либо впустить в церковь сообщников. На случай, если пришлось бы стрелять, Румянцев имел при себе переделанный для боевой стрельбы револьвер «Блеф». Сулейманов и Холов также были вооружены. Однако преступление не удалось из-за того, что жена настоятеля храма, увидев Румянцева, заподозрила неладное и вызвала полицию. Румянцев выхватил револьвер, но выстрелить не решился и бросился бежать. Наблюдавшие за ним другие бандиты, в том числе и Новосадов с Большаковым, успели ретироваться. Румянцев же был задержан сотрудниками ДПС ГИБДД ОВД по Удомельскому району.

## Аресты, следствие и суд
Позже Румянцев стал давать показания о других участниках банды. К тому времени Новосадов уже был под подозрением из-за того, что в его отделе пропадали оружие и боеприпасы. Также было доказано, что гильзы, обнаруженные на месте убийства Салимжана Иманкалимова, были украдены из Волоколамского ОВД. Телефон главаря банды прослушивался. 31 марта 2011 года Новосадов и Большаков были задержаны, а позже сотрудники милиции задержали Евсюкова и Иманкалимова. В ходе обысков по местам жительства бандитов были обнаружены и изъяты гранаты РГД-5, два охотничьих ружья, пистолеты, патроны разных калибров, нунчаки, скрепленные стальной цепочкой, около десяти разных клинков — офицерских кортиков, охотничьих и сувенирных ножей и даже самурайских мечей. Также при обысках была обнаружена и часть похищенного имущества. Чтобы вывезти все вещественные доказательства, обнаруженные в доме Новосадова, потребовались два автомобиля «ГАЗель».
В ходе расследования преступлений один из бандитов заключил досудебное соглашение со следствием. Главарь банды свою вину так и не признал. Сулейманов и Холов сумели скрыться, задержать их не удалось, они были объявлены в федеральный розыск, а уголовное дело в отношении них было выделено в отдельное производство.
Процесс по делу банды из-за большого объёма материалов расследования (уголовное дело насчитывало 44 тома) длился два года, приговор зачитывался четыре дня. В зависимости от роли каждого бандиты были признаны виновными в убийстве группой лиц по предварительному сговору, сопряженного с разбоем, бандитизме, умышленном причинении тяжкого вреда здоровью, повлекшем по неосторожности смерть человека, трём эпизодам разбоя, четырём эпизодам краж, двум эпизодам вымогательств, двум эпизодам хищения предметов, имеющих особую ценность, двум эпизодам умышленного уничтожения чужого имущества, а также в незаконном обороте оружия и боеприпасов, его хищении и незаконном изготовлении.
В сентябре 2015 года Московский областной суд приговорил Александра Новосадова к 19 годам заключения в колонии строгого режима с последующим ограничением свободы на два года, Сергея Большакова — к 13 годам и году ограничения свободы (при этом оба были лишены званий), Василия Румянцева — к 15 годам двум месяцам колонии с ограничением свободы на один год, Алмата Иманкалимова — к 11 годам строгого режима с ограничением свободы на один год.